# Фармонов, Мирзохид Шухратович
Мирзохид Шухратович Фармонов (р. 29 февраля 1988) — узбекский дзюдоист, призёр Азиатских игр.
Родился в 1988 году в Кашкадарьинской области. В 2010 году стал чемпионом Узбекистана, и завоевал серебряную медаль Азиатских игр. В 2011 году стал бронзовым призёром чемпионата Азии. В 2012 году принял участие в Олимпийских играх в Лондоне, но там стал лишь 9-м. В 2014 году вновь стал чемпионом Узбекистана и завоевал бронзовую медаль Азиатских игр.